# カンツォ
カンツォ（伊: Canzo）は、イタリア共和国ロンバルディア州コモ県にある、人口約5,200人の基礎自治体（コムーネ）。
トリアンゴロ・ラリアーノ山岳部共同体 (it:Comunità montana del Triangolo Lariano) の事務所所在地である。

## 地理

### 位置・広がり
コモ県東部のコムーネ。二股に分かれたコモ湖に挟まれたトリアンゴロ・ラリアーノ (Triangolo lariano) に位置する町で、県都コモから東北東へ16kmの距離にある。

#### 隣接コムーネ
隣接するコムーネは以下の通り。括弧内のLCはレッコ県所属を示す。
- アッソ
- カズリーノ・デルバ
- カステルマルテ
- チェザーナ・ブリアンツァ (LC)
- チヴァーテ (LC)
- エウピーリオ
- ロンゴーネ・アル・セグリーノ
- プロゼルピオ
- プジアーノ
- ヴァルブローナ
- ヴァルマドレーラ (LC)

### 地震分類
イタリアの地震リスク階級 (it) では、4 に分類される
。

## 行政

### 山岳部共同体
広域行政組織である山岳部共同体「トリアンゴロ・ラリアーノ山岳部共同体」 (it:Comunità montana del Triangolo Lariano) の事務所所在地である。山岳部共同体には、以下のコムーネが含まれる。
- アルバヴィッラ、アルベーゼ・コン・カッサーノ、アッソ、バルニ、ベッラージョ、ブレーヴィオ、ブルナーテ、カーリオ、カンツォ、カズリーノ・デルバ、カステルマルテ、エルバ、エウピーリオ、ファッジェート・ラーリオ、ラズニーゴ、レッツェノ、ロンゴーネ・アル・セグリーノ、マグレーリオ、ネッソ、ポニャーナ・ラーリオ、ポンテ・ランブロ、プロゼルピオ、プジアーノ、レッツァーゴ、ソルマーノ、タヴェルネーリオ、トルノ、ヴァルブローナ、ヴェーレゾ、ゼルビオ

## 人物

### 著名な出身者
- フィリッポ・トゥラーティ - 19-20世紀の社会主義者、イタリア社会党設立者。